# God-Des and She
God-Des and She est un groupe de hip-hop américain, originaire du Midwest. Le groupe, formé en 2004, se compose des rappeuses et ouvertement  lesbiennes God-Des et She. En septembre 2005, elles publient leur premier album, Reality.

## Biographie
Selon AllMusic, God-Des and She est l'« un des quelques duos de hip-hop ouvertement gays à se populariser dans le grand public grâce à des thèmes touchants, des paroles à la Eminem, et des hooks soul-pop. » La rappeuse God-Des, fille d'un professeur de musique, et la chanteuse She, ancienne batteuse d'un groupe de punk local appelé Tina G, se rencontrent à Madison, dans le Wisconsin en 1999. Après de nombreuses tournées aux États-Unis, elles emménagent en 2004 à New York afin d'y travailler et financer leur musique ; la même année, elles apparaissent dans un documentaire appelé Hip-Hop Homos, qui font participer MC Lyte et Slick Rick. Le groupe fait également d'autres apparitions à la télévision, comme dans la série télévisée The L Word, durant laquelle elles jouent leur chanson Lick It.
Le 20 septembre 2005, elles publient leur premier album, Reality. Après la publication de leur deuxième album, Stand Up en 2008, le duo se lance dans une tournée à l'international, et joue avec le bassiste de Public Enemy, Brian Hardgroove, qui produira leur troisième album, Three au label G&S Records.  En décembre 2009, elles publient le second single, Love Machine, extrait de leur album Three. En février 2013, le duo publie un nouvel album, United States of God-Des and She.

## Discographie

### Albums studio
- 2005 : Reality
- 2008 : Stand Up
- 2009 : Three
- 2013 : United States of God-Des and She